# Западенко Ігор Валентинович

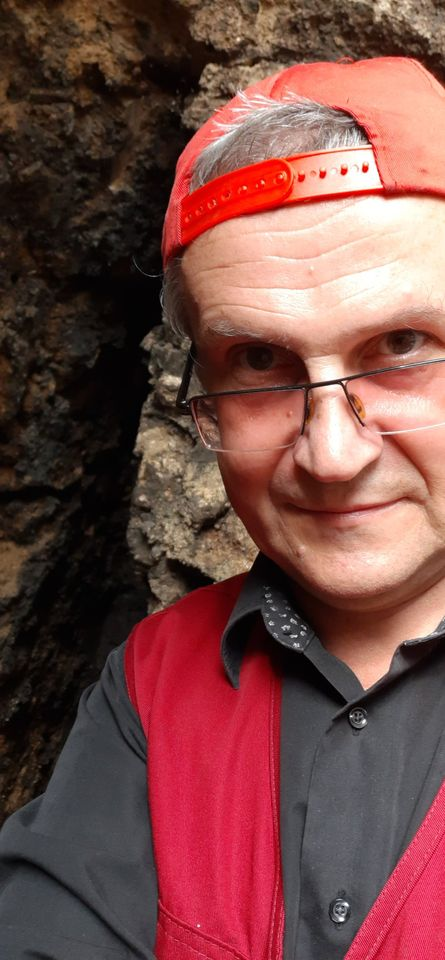
Ігор Западенко на археологічній розвідці фундаментів аркадної галереї палацу Сенявських, Меджибіж

Ігор Валентинович Западенко (нар. 7 серпня 1964, Хмельницький) — інженер, журналіст, краєзнавець, полоніст, дослідник історії міст Хмельницького та Меджибожа. Співзасновник Товариства корінних хмельничан «Проскурів» [Архівовано 13 грудня 2019 у Wayback Machine.] (2008) та громадського об'єднання «Хмельницький портал» (23 лютого 2010 року).
Директор музею історії м. Хмельницького (2011—2012). Науковий співробітник Державного історико-культурного заповідника «Межибіж» (2013—2016). Заступник директора Державного історико-культурного заповідника «Межибіж» з наукової роботи (з 2016).

## Біографія
Народився у м. Хмельницькому в сім'ї службовців. Корінний мешканець міста: прадіди ще з початку XIX століття — проскурівські міщани. Закінчив школу № 10 в місті Хмельницькому (1981) та Хмельницький технологічний інститут побутового обслуговування (механічний факультет, 1986). Працював у Хмельницькому на заводах тракторних агрегатів та «Пригма-прес». З 1998 по 2006 рік працював в органах місцевого самоврядування Хмельницької області та міста. З 2002 по 2006 рік — радник Хмельницького міського голови. Працював журналістом у газетах «Народовладдя» (Кам'янець-Подільський), «Товариш Хмельниччини» (Хмельницький), «Товариш» (Київ), «Експрес» (Львів). Друкувався у виданнях «Проскурів» (Хмельницький), «Моя газета», «Хмельницький вечірній», «Аспекти самоврядування» (Київ).
Працював незалежним інтернет-журналістом та громадським редактором інтернет-видання «Хмельницький портал [Архівовано 19 серпня 2011 у Wayback Machine.]» та консультантом з соціальних медіа. Сфера зацікавлень — відродження інтересу громадськості до історії міста Проскурова (з 1954 року — Хмельницький), пошук та публікація фотографій, документів та спогадів, які доповнюють забуті сторінки історії міста.
У 2011—2012 рр. працював директором музею історії міста Хмельницького.

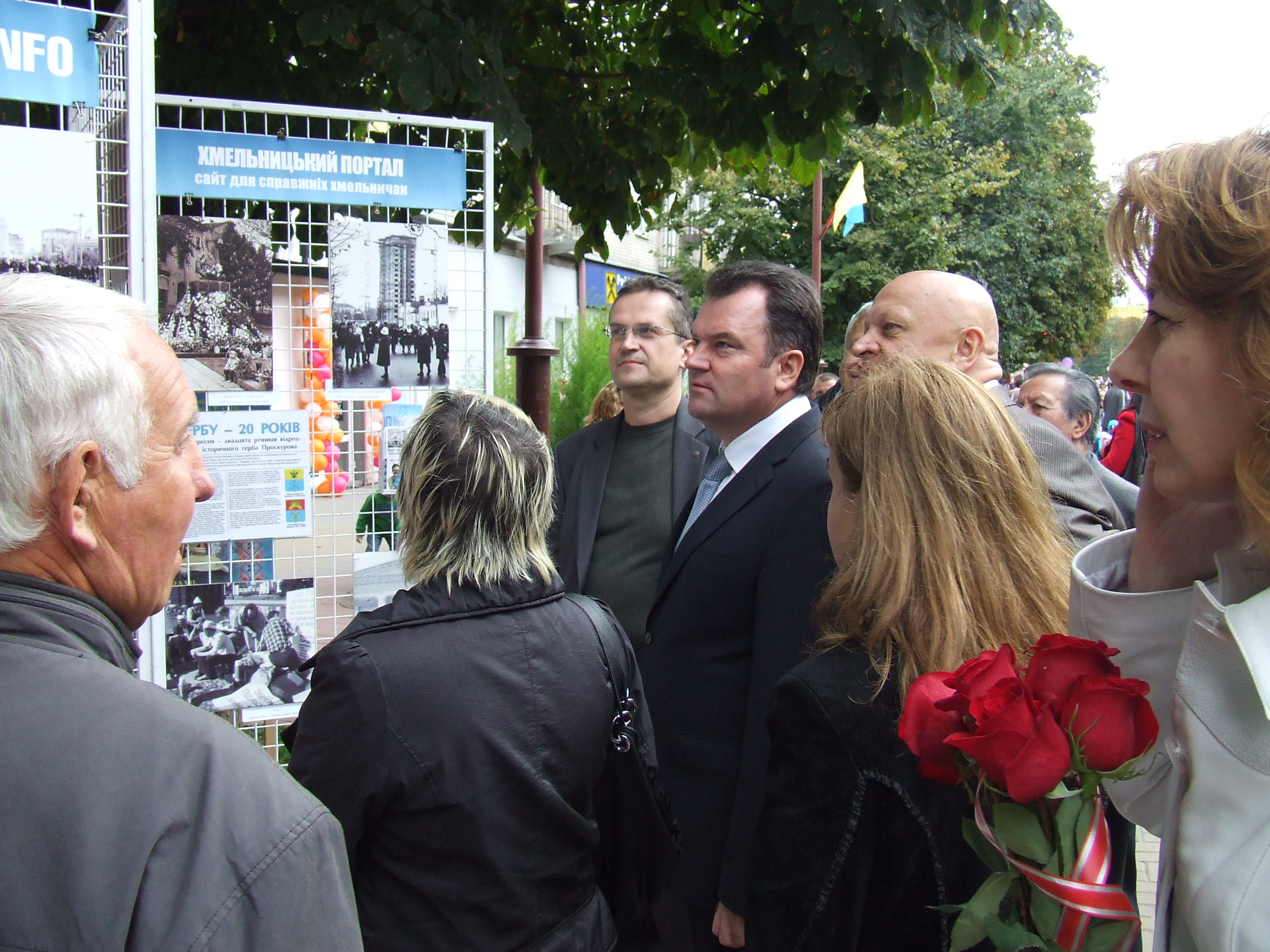
Вуличну фотовиставку «Історія з домашніх фотоальбомів» оглядають хмельницький міський голова Сергій Мельник та інші керівники міста

Разом з колегами вперше у Хмельницькому організував проведення вуличних виставок історичної фотографії під час традиційного святкування Дня міста. Першу таку виставку провели у День міста Хмельницького у вересні 2009 року. У вересні 2010 року до Дня міста було показано 2 фотовиставки: «Час в руках» [Архівовано 11 березня 2011 у Wayback Machine.] (оригінальні фотоколажі у техніці, яку популяризує Jason Powell [Архівовано 22 лютого 2011 у Wayback Machine.]) та «Історія з домашніх фотоальбомів».
Автор наукових і краєзнавчих публікацій з історії Хмельницького та смт Меджибіж, практики музейництва, збереження культурної спадщини. Актуальні напрямки досліджень — східноєвропейський Ренесанс у пам'ятках архітектури Правобережної України, подільський період у біографії Тадеуша Костюшка.
У 2019 р. світлина Ігоря Западенка «Єврейський некрополь. Меджибіж» зайняла друге місце у спецномінації «Єврейська спадщина [Архівовано 24 листопада 2020 у Wayback Machine.]» української частини фотоконкурсу на найкращі зображення пам'яток культурної спадщини «Вікі любить пам'ятки». У 2020 р. світлина «Некрополь, де поховано засновника хасидизму Ісраеля Баал Шем Това. Меджибіж» зайняла третє місце у цій спецномінації.
У 2020 р. світлини Ігоря Западенка «Каштель роду Турзонів XVI ст.» і «Спишський град. Вигляд взимку з Спишського Подград'я» увійшли до десятка світлин-переможців словацької частини фотоконкурсу на найкращі зображення пам'яток культурної спадщини «Вікі любить пам'ятки».